# آنتینیا
هواپیمایی آنتینیا (به انگلیسی: Antinea) متعلق به کشور الجزایر است که دفتر اصلی آن در الجزیره و مرکز فعالیتش فرودگاه هواری بومدین است. این هواپیمایی در ژوئن ۱۹۹۹ ایجاد شد و در سال ۲۰۰۱ با هواپیمایی خلیفه ادغام شد؛ و در سال ۲۰۰۳ به طور کامل بسته شد.